# Liste der Baudenkmäler im Kölner Stadtteil Raderberg
Die folgende Liste enthält die in der Denkmalliste ausgewiesenen Baudenkmäler auf dem Gebiet des Stadtteils Köln-Raderberg, Stadtbezirk Köln-Rodenkirchen, Nordrhein-Westfalen.
Hinweis: Die Reihenfolge der Baudenkmäler in dieser Liste orientiert sich an den Straßennamen und ist alternativ nach Hausnummern, Denkmallistennummer oder Bezeichnung sortierbar.
Basis ist die offizielle Kölner Denkmalliste (Stand: 16. August 2012), die Baudenkmäler und Denkmalbereiche auflistet. Dabei kann es sich beispielsweise um Sakralbauten, Wohn- und Fachwerkhäuser, historische Gutshöfe und Adelsbauten, Industrieanlagen, Wegekreuze und andere Kleindenkmäler sowie Grabmale und Grabstätten, die eine besondere Bedeutung für die Geschichte Kölns haben, handeln. Grundlage für die Aufnahme in die offiziellen Denkmallisten ist das Denkmalschutzgesetz Nordrhein Westfalens.

| Bild                                    | Bezeichnung                                          | Lage                           | Beschreibung | Bauzeit | Einge- tragen seit | Denk- mal- nr. |
| --------------------------------------- | ---------------------------------------------------- | ------------------------------ | ------------ | ------- | ------------------ | -------------- |
| Fotos hochladen                         | Wohnhaus                                             | Raderberg Am Husholz 1         |              |         | 1. Juli 1980       | 174            |
| Fotos hochladen                         | Wohnhaus                                             | Raderberg Am Husholz 3         |              |         | 1. Juli 1980       | 175            |
| Fotos hochladen                         | Wohnhaus                                             | Raderberg Am Husholz 5         |              |         | 1. Juli 1980       | 176            |
| Fotos hochladen                         | Wohnhaus                                             | Raderberg Am Husholz 7         |              |         | 16. Mai 1984       | 2430           |
| Fotos hochladen                         | Fabrikgebäude Kunstsalon Köln                        | Raderberg Brühler Str. 11–13   |              |         | 9. Dezember 1994   | 7286           |
| Fotos hochladen                         | Wohnhaus (straßenseitige Fassade; Dach; Räume 1. OG) | Raderberg Brühler Str. 16–18   |              |         | 14. Juni 1985      | 3005           |
| Fotos hochladen                         | Herz-Jesu-Kloster und Kapelle                        | Raderberg Brühler Str. 74–78   |              |         | 6. September 1982  | 1095           |
| Fotos hochladen                         | Wohnhaus                                             | Raderberg Brühler Str. 82      |              |         | 11. August 1983    | 1585           |
| Fotos hochladen                         | Wohnhaus                                             | Raderberg Brühler Str. 86      |              |         | 23. April 1990     | 5571           |
| Fotos hochladen                         | Wohnhaus                                             | Raderberg Brühler Str. 88      |              |         | 23. April 1990     | 5570           |
| Fotos hochladen                         | Kirche St. Mariä Empfängnis                          | Raderberg Brühler Str. 122–128 |              |         | 7. September 1982  | 1103           |
| Fotos hochladen                         | Allee                                                | Raderberg Brühler Str. o. Nr.  |              |         | 1. Juli 1980       | 187            |
| Fotos hochladen                         | Bunker                                               | Raderberg Marktstr. 6c         |              |         | 1. Juli 1980       | 210            |
| Fotos hochladen                         | Großmarkthalle                                       | Raderberg Marktstr. 10         |              |         | 23. Oktober 1989   | 5313           |
| Direkt Bild zu diesem Denkmal hochladen | Versteigerungshalle                                  | Raderberg Marktstr. 10         |              |         | 4. November 2010   | 5313           |
| Fotos hochladen                         | Wohnhaus mit Stallgebäude                            | Raderberg Raderberger Str. 200 |              |         | 24. Februar 2003   | 8615           |
| Fotos hochladen                         | Fabrikgebäude                                        | Raderberg Sechtemer Str. 5     |              |         | 2. Juni 1995       | 7510           |